# Eutelia grabczewskii
Eutelia grabczewskii is een vlinder uit de familie van de Euteliidae. De wetenschappelijke naam van de soort is voor het eerst geldig gepubliceerd in 1904 door Püngeler.